# Véronique Delbourg
Pour les articles homonymes, voir Delbourg.
Véronique Delbourg est une actrice française née le 8 septembre 1959.

## Biographie
Elle a principalement tourné dans des téléfilms et a arrêté sa carrière en 1992.
Son plus grand succès cinématographique a lieu l'année de ses 17 ans avec À nous les petites Anglaises, film dans lequel elle interprète une timide étudiante de quinze ans découvrant le sexe et l'amour pendant ses vacances en Angleterre.
Elle a aussi joué le rôle d'une des filles (Pauline) de la famille du Docteur Moreau dans la série L'Esprit de famille, en 1981 et 1982.
Elle a arrêté sa carrière de comédienne en 1992 et après un passage au sein d'une société de production, s'est tournée vers les interventions littéraires et théâtrales en milieu scolaire. Elle a une petite fille et vit à Neuilly-sur-Seine où elle exerce en tant que psychothérapeute sous le nom de Véronique Selinger Delbourg.

## Filmographie

### Cinéma
- 1976 : À nous les petites Anglaises de Michel Lang : Claudie
- 1978 : Deux Heures de colle pour un baiser (Leidenschaftliche Blümchen) d'André Farwagi : Marie-Louise
- 1978 : L'Amant de poche de Bernard Queysanne
- 1984 : Les Fauves de Jean-Louis Daniel : Mimi
- 1986 : Peau d'ange de Jean-Louis Daniel : Angélina

### Télévision
- 1976 : Messieurs les jurés : L'Affaire Jasseron d'André Michel
- 1978 : Quand flambait le bocage téléfilm de Claude-Jean Bonnardot : Armelle de Courmont
- 1978 : Les Grandes Conjurations - Épisode 2 : le Tumulte d'Amboise - série de Serge Friedman (coproduction France 3 et Télécip)
- 1978 : Messieurs les ronds-de-cuir de Daniel Ceccaldi
- 1978 : Claudine en ménage d'Édouard Molinaro
- 1978 : Deux heures de colle... pour un baiser
- 1979 : Joséphine ou la comédie des ambitions téléfilm de Robert Mazoyer : Hortense de Beauharnais
- 1979 : Le Mort qui tue, épisode de la série télévisée Fantômas
- 1981 : Blanc, bleu, rouge, série télévisée de Claude Brûlé : Sophie de Brécheville
- 1982 : La Nuit du général Boulanger d'Hervé Bromberger : Émilienne d'Alençon
- 1982 : L'Esprit de famille, feuilleton télévisé de Roland-Bernard : Pauline
- 1983 : L'Homme de la nuit de Juan Luis Buñuel : Maria
- 1990 : Tribunal
- 1991 : Jalousie de Kathleen Fonmarty : Claire
- 1992 : La Place du père de Laurent Heynemann : Claire